# چشم‌وهم‌چشمی
اصطلاح چشم‌وهم‌چشمی در واقع به رقابت و قیاس یک شخص با همسایه خود اشاره دارد که در این قیاس همسایه مورد نظر به عنوان معیار و سطحی از طبقه و شان اجتماعی یا مادی در نظر گرفته می‌شود که باید به آن سطح رسید. از دید عموم (یا لااقل آنهایی که به این کار دست می‌زنند) ناتوانی یا عقب افتادن در رقابت چشم‌وهم‌چشمی، به منزله یک احساس حقارت فرهنگی یا اجتماعی-اقتصادی است.

## تعریف واژه‌‎نامه
در فرهنگ دهخدا رقابت  یا هم‎سری کردن با کسی تعریف شده است.

## ریشه و سرچشمه
اصطلاح انگلیسی این عبارت از یک کمیک استریپ یا داستان مصور سرچشمه می‌گیرد به نام Keeping up with the Joneses که توسط آرتور پاپ موماند در سال ۱۹۱۳ ایجاد شد. این داستان مصور تا سال ۱۹۴۰ در روزنامه دنیای نیویورک و همچنین روزنامه‌های گوناگون دیگر ادامه یافت و چاپ می‌شد. این داستان مصور جاه طلبی خانواده مک گینیز (McGinis) را به تصویر می‌کشد که تلاش می‌کنند خود را در رقابت با همسایگانشان که از آنها با نام جونزها (Joneses) یاد می‌شود، نگه دارند. خانواده جونز یا جونزها در تمام این داستان به تصویر کشیده نمی‌شوند (که در واقع به آنها نهان کاراکتر گفته می‌شود) و غالباً از طرف آنها نوشته یا دیالوگی در داستان نمایش داده می‌شود اما هرگز خودشان را مشاهده نمی‌کنیم. اصطلاح پا به پای خانواده جونز (در مفهوم اصطلاحی چشم‌وهم‌چشمی) سال‌های متمادی پس از پایان این داستان مصور محبوب و متداول باقی مانده‌است.

## در فرهنگ عامه
کلیفورد سی. فورناس (Clifford C. Furnas) در کتاب ۱۰۰ سال آینده به سال ۱۹۳۶ می‌نویسد که پدیده «چشم‌وهم‌چشمی» از طاووس‌ها نشأت می‌گیرد؛ زمانی که پرهای خودشان را در جلوی یکدیگر به مقاصد خاصی می‌گشایند.

## سوگیری چشم‌وهم‌چشمی
چشم‌وهم‌چشمی می‌تواند متاثر از اثر ارابه موسیقی باشد که خود نوعی سوگیری شناختی است که به موجب آن یک فرد عملی را صرفا برای این انجام می‌دهد که که فرد دیگر یا دیگران نیز دارند همان را انجام می‌دهند. گرایش به پیروی از کردار و اندیشه دیگران برگرفته از میل افراد به هم‌نوایی است. گاهی نیر علت آن تنها منبع اطلاعات فرد است که از دیگرانی که از آنها پیروی می‌کند به آن اطلاعات می‌رسد.